# Wolfgang Berg (Fußballspieler)
Wolfgang Berg (* 10. Mai 1951) ist ein ehemaliger deutscher Fußballspieler.

## Werdegang
Der Abwehrspieler Wolfgang Berg begann seine Laufbahn im Jahre 1969 in der Amateurmannschaft von Borussia Dortmund. Vier Jahre später wurde Berg in den Kader der Profimannschaft berufen, die seinerzeit noch in der zweitklassigen Regionalliga West spielte. Mit den Dortmundern konnte sich Berg ein Jahr später für die neu geschaffene 2. Bundesliga qualifizieren und debütierte dort am 24. August 1974 beim 2:1-Sieg über den HSV Barmbek-Uhlenhorst. Ein Jahr später wechselte Wolfgang Berg zu Arminia Bielefeld.
Mit der Arminia wurde Berg in der Saison 1976/77 Vizemeister hinter dem FC St. Pauli und scheiterte in den folgenden Entscheidungsspielen um den dritten Aufsteiger am TSV 1860 München. In der folgenden Spielzeit verlor Wolfgang Berg seinen Stammplatz, konnte mit den Bielefeldern die Meisterschaft und den Aufstieg in die Bundesliga feiern. Berg wechselte für ein Jahr zum VfL Osnabrück, bevor er seine Karriere bei den Amateuren von Arminia Bielefeld ausklingen ließ.